# Canadian Albums Chart
Canadian Albums Chart es la lista oficial de ventas de álbumes de Canadá. Es elaborada cada miércoles por Nielsen SoundScan, y publicada cada jueves por Jam! Canoe, junto con su lista hermanada Canadian Singles Chart y la Canadian BDS Airplay Chart.
La lista consta de 200 posiciones, de las que Jam! sólo publica las 100 primeras.